# Johan Gottlieb Gahn

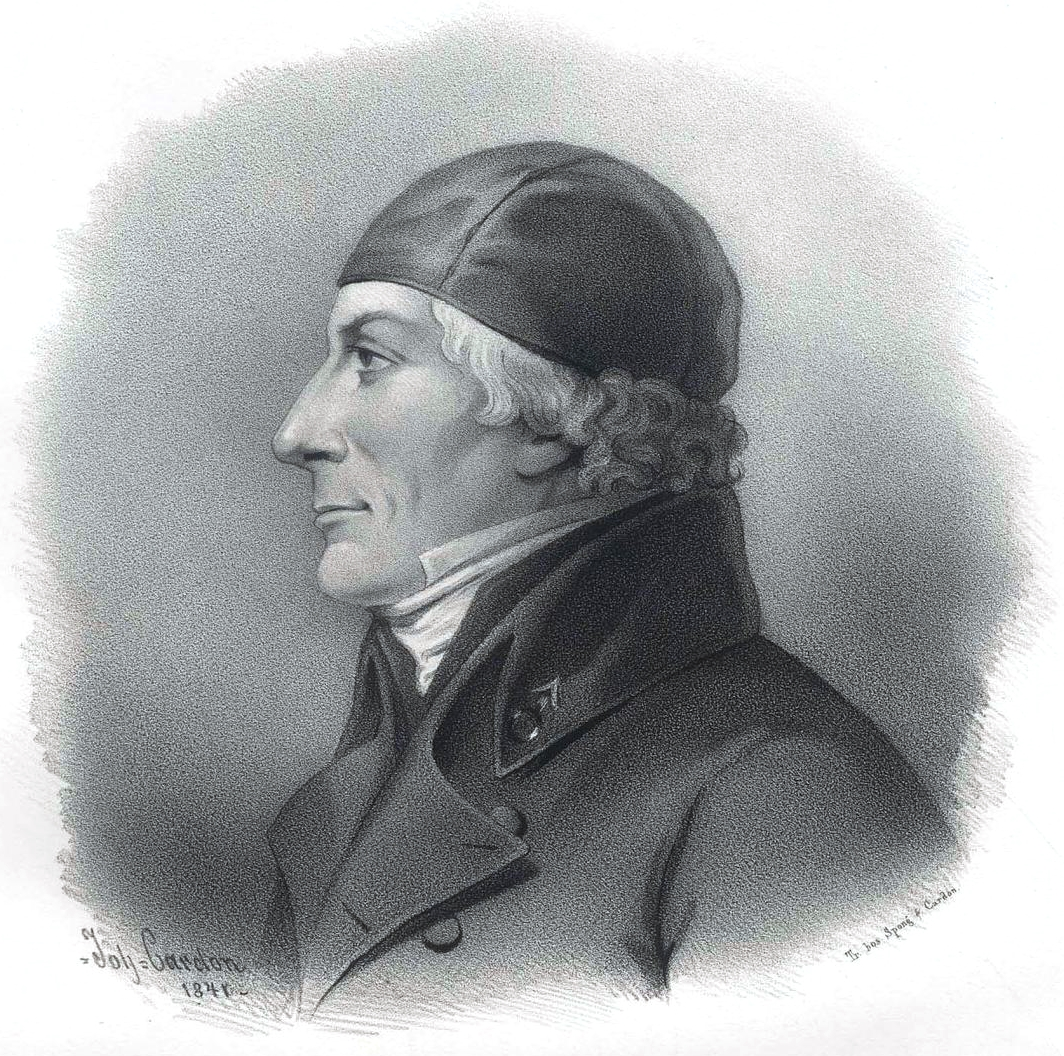
Johan Gottlieb Gahn

Johan Gottlieb Gahn (* 19. August 1745 in Voxnabruk, Gemeinde Ovanåker; † 8. Dezember 1818 in Falun) war ein schwedischer Chemiker. Er stellte Mangan rein dar und galt damit später als Entdecker des Mangans.

## Leben
Gahn verlor früh seinen Vater und erbte ein Bergwerk. Ab 1762 studierte er in Uppsala bei Torbern Olof Bergman und wurde 1767 dessen Assistent. Nach dem Abschluss des Studiums 1770 war er am Bergwerkskollegium als Bergwerksingenieur tätig. In Uppsala traf er den an einer Apotheke angestellten Carl Wilhelm Scheele, mit dem er zusammenarbeitete.
Gahn war sehr geschickt mit dem Lötrohr und als Analytiker und führte Platindraht und Cobaltperle in die Analytik ein. Er entdeckte um 1770, dass der mineralische Anteil der Knochen hauptsächlich aus Calciumphosphat besteht, was Scheele in einer Arbeit aus dem Jahr 1771 nebenbei erwähnt, ohne den wirklichen Entdecker zu nennen. Gahn entwickelte mit Scheele eine Methode, den Phosphor aus der „Knochenerde“ zu gewinnen. Er isolierte 1774 metallisches Mangan durch Reduktion von Mangandioxid (Braunstein). Zuvor hatte Bergman erkannt, dass es sich um ein Metalloxid handelte, und Scheele die Reduktion vergeblich versucht. Der Österreicher Ignatius Gottfried Kaim fand wahrscheinlich metallisches Mangan schon 1770, was aber damals wenig Aufmerksamkeit fand.
Ebenfalls 1774 gewann er unabhängig von seinem Kollegen Carl Wilhelm Scheele Bariumoxid (Baryterde) aus Baryt.
In Falun verbesserte er die Verhüttung der im dortigen Kupferbergwerk gewonnenen Erze und gewann mit von ihm gebauten Aufbereitungsanlagen Schwefel, Eisen- und Kupfervitriol aus dem Grubenwasser.
1793 wurde er zum Mitglied der Königlich Schwedischen Akademie der Wissenschaften ernannt. Seit 1808 war er auswärtiges Mitglied der Bayerischen Akademie der Wissenschaften.

## Einzelbelege
1. ↑  A biographical account of assessor John Gottlieb Gahn. The Chemist, Vol. I., Knight and Lacey Publishers, London, 1824
2. ↑  Thomas Seilnacht: Baryt, Schwerspat. In: Seilnacht. Abgerufen am 1. März 2025.
3. ↑  Baryumoxyd. In: Joseph Kürschner (Hrsg.): Pierers Konversations-Lexikon. 7. Auflage. Band 2. Berlin, Stuttgart 1889, S. 500.

| Personendaten    | Personendaten                  |
| ---------------- | ------------------------------ |
| NAME             | Gahn, Johan Gottlieb           |
| KURZBESCHREIBUNG | schwedischer Chemiker          |
| GEBURTSDATUM     | 19. August 1745                |
| GEBURTSORT       | Voxnabruk, Ovanåker (Gemeinde) |
| STERBEDATUM      | 8. Dezember 1818               |
| STERBEORT        | Falun                          |